# Samba (baile de salón)

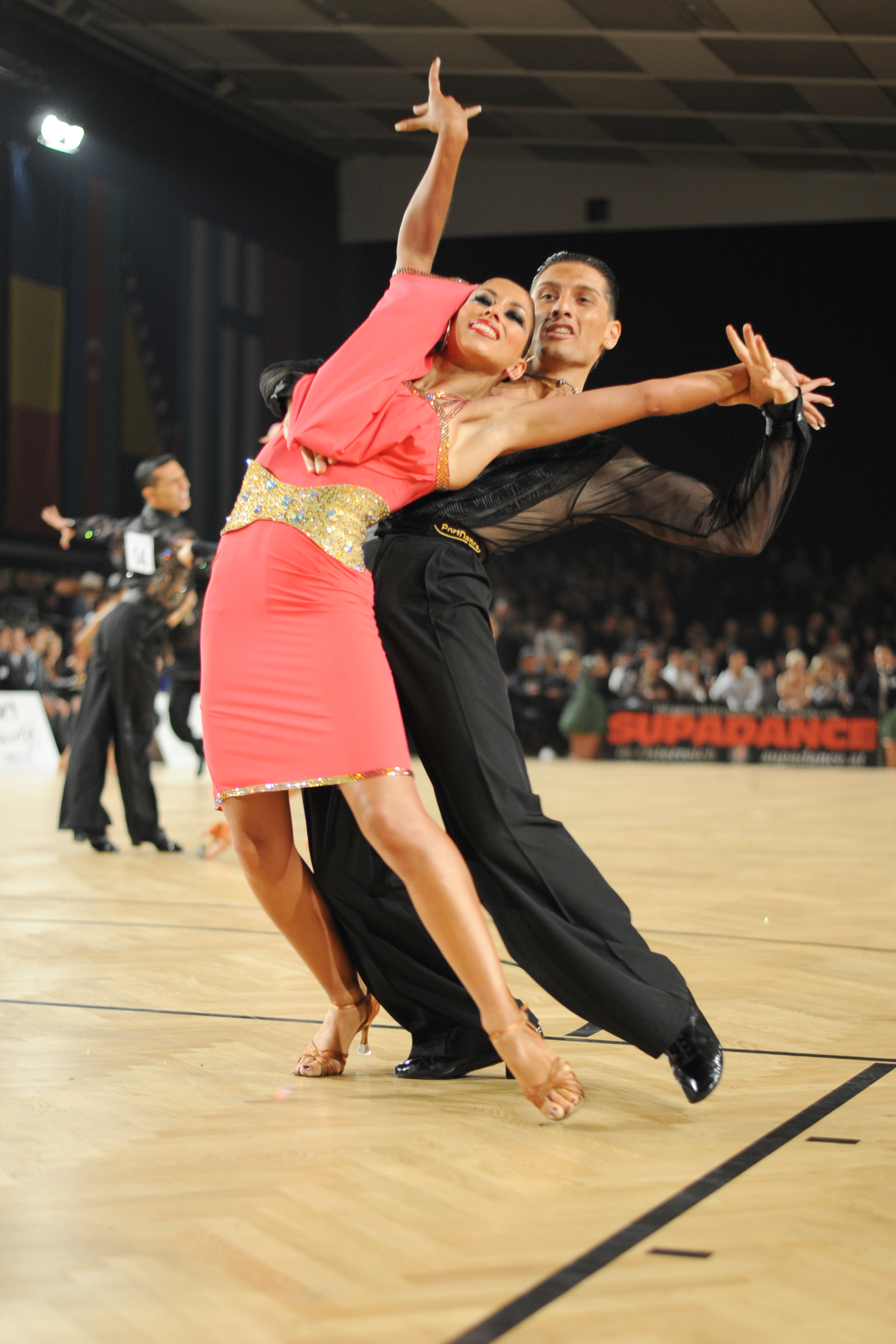
Pareja bailando samba de salón

La versión internacional de salón de la samba es una danza viva y rítmica con elementos de la samba brasileña. Recientemente ha sido expuesto al público por programas de televisión como Strictly Come Dancing y Dancing with the Stars. Difiere considerablemente de los estilos de samba originales de Brasil, en particular de la samba de salón en Brasil. Sin embargo, en muchos otros aspectos estuvo influenciado por la versión brasileña de samba, en particular del maxixe, y posteriormente se desarrolló independientemente de la samba en Brasil.

## Origen
La samba de salón tiene sus orígenes en la samba de Brasil a principios del siglo XX. Muchos pasos se remontan al maxixe bailado en la década de 1910.

## Técnica
Como un baile de salón, la samba es un baile de pareja. La samba de salón, incluso más que otros bailes de salón, está muy desconectado de los orígenes y la evolución de la música y la danza que le da nombre.
La mayoría de los pasos se bailan con una ligera acción de rebote o caída hacia abajo. Esta acción se crea al doblar y enderezar las rodillas, con flexión que ocurre en los latidos de 1 y 2, y el enderezamiento que ocurre entre estos. Sin embargo, a diferencia del rebote de, por ejemplo, la polca, no hay considerable balanceo. Además, la samba tiene una acción de cadera específica, diferente a la de los bailes latinos de salón (rumba y chachachá).
La samba de salón se baila con música en 2/4 o 4/4 tiempos. Utiliza varios patrones rítmicos diferentes en sus figuras, siendo los ritmos cruzados una característica común. Por lo tanto, para los patrones de tres pasos, los valores de paso comunes (en tiempos) son:
| 3/4 | 1/4 | 1   |     |
| 3/4 | 1/4 | 3/4 | 1/4 |
| 1   |     | 1/2 | 1/2 |
| 3/4 | 1/2 | 3/4 |     |

## Música
La samba de salón se baila bajo varios ritmos diferentes, incluida la música original de samba. También es posible bailar samba de salón con flamenco, zouk y otros ritmos sudamericanos.